# Desvío al paraíso
Desvío al paraíso (distribuïda en anglès com a Shortcut to paradise) és una pel·lícula de thriller en coproducció entre Espanya i Puerto Rico, dirigida el 1994 per Gerardo Herrero i protagonitzada per Charles Dance i Assumpta Serna. Ha estat rodada en anglès, amb un repartiment primordialment anglosaxó i va gaudir d'una bona rebuda de la crítica.

## Argument
El Paraíso és un complex residencial en decadència situat a Puerto Rico on arriba per cobrir l'ofici de porter un estrany anomenat Quinn, que fuig del seu passat. Gràcies al seu treball la residència millor el seu aspecte i recupera l'antic esplendors, i amb la seva simpatia es guanya la confiança dels residents, alhora que controla els seus moviments. Només l'adolescent Gus desconfia d'ell. Poc després comencen a succeir esdeveniments estranys.

## Repartiment
- Axel Anderson... Clark
- Harry Caramanos...	Carter
- Charles Dance... Quinn
- Pablo Figueroa ... Kevin
- Katrina Gibson ...	Sara
- Marian Pabón	...Inspector de policia
- Gladys Rodríguez	... Lona
- Assumpta Serna... María
- Morgan Weisser...	Gus

## Nominacions i premis
Michael Kirton fou nominat al Goya als millors efectes especials el 1994.